# NGC 2838
NGC 2838 je galaksija u zviježđu Risu.

## Vanjske poveznice
- SEDS: NGC 2838